# Edward Law, 1:e baron Ellenborough

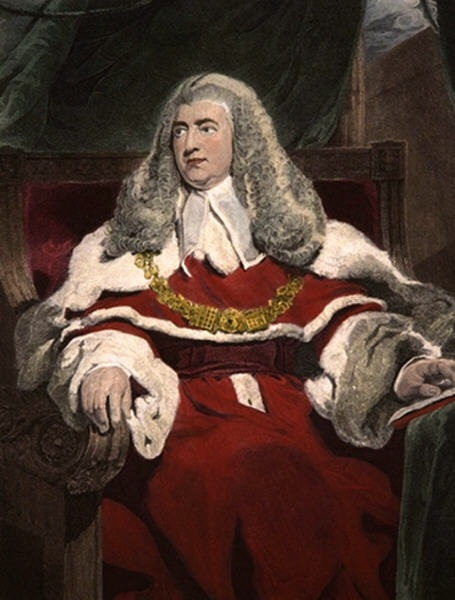
Edward Law, 1:e baron Ellenborough.

Edward Law, 1:e baron Ellenborough, född den 16 november 1750 i Great Salkeld, Cumberland, död den 13 december 1818 i London, var en engelsk domare, son till biskop Edmund Law, far till Edward Law, 1:e earl av Ellenborough.
Ellenborough började sin bana som advokat 1780, fick snart stor praktik och vann mycket anseende genom sitt glänsande försvar för Warren Hastings under rättegången mot denne inför överhuset (1788-95) och sin verksamhet som kronans representant i de beryktade processerna mot lord George Gordon (1787) och Horne Tooke  (1794).
Han blev 1801 medlem av underhuset och attorney general i Addingtons ministär samt erhöll knightvärdighet. I april 1802 utsågs Law till lordöverdomare vid King's Bench och upphöjdes till peer. Med bibehållande av sitt domarämbete innehade han 1806-07 säte i Grenvilles kabinett och ådrog sig därigenom skarpt klander.
Law ansågs som en utmärkt kännare av den engelska handelsrätten, men som domare visade han sig ofta häftig och fördomsfull mot de anklagade. Hans biografi skrev av lord Campbell i Lives of the chief justices of England, del III (1857).